# Konrad Adenauer – Stunden der Entscheidung
Konrad Adenauer – Stunden der Entscheidung ist ein deutscher Fernsehfilm aus dem Jahr 2012. Das Dokudrama wurde erstmals 2012 auf Arte und in Das Erste ausgestrahlt.

## Inhalt
Konrad Adenauer – Stunden der Entscheidung erzählt wichtige Stationen aus dessen politischen und privaten Leben von 1933 bis 1967. Der Film beginnt damit, dass Konrad Adenauer am Morgen des 13. August 1961 die Nachricht erhält, in Berlin werde eine Mauer gebaut. Die Stunden, bis er die Entscheidung trifft, nicht am gleichen Tag nach Berlin zu fahren, sondern nach Regensburg zu einer Wahlkampfveranstaltung, bilden den Rahmen, in dem anhand von Schlüsselszenen Adenauers Werdegang von 1933 bis 1961 erzählt wird. Nach der Wiederaufnahme der Geschehnisse des 13. August werden die weiteren Entwicklungen bis 1963/1967 gezeigt.
Über die Hälfte des Films besteht aus Spielszenen, die der Autor Werner Biermann aus Interviews mit Kindern und Enkelkindern Konrad Adenauers, weiteren Zeitzeugen sowie schriftlichen Quellen rekonstruiert hat. Zeitzeugeninterviews mit Georg Adenauer, Libet Werhahn-Adenauer, Adenauers Sekretärin Hannelore Siegel und dem Dolmetscher Hermann Kusterer sowie den Historikern Henning Köhler, Frank Bösch und Peter Merseburger ergänzen die Spielszenen und Archivmaterialien.

## Kritiken
- Die Welt Kompakt, Sven Felix Kellerhoff: „Mit ‚Stunden der Entscheidung‘ ist dem Kulturkanal ein sehr sehenswerter Film gelungen“.[1]
- Hamburger Abendblatt, Karolin Jacquemain: „‚Konrad Adenauer‘ ist eine exzellente Geschichtsstunde über das Nachkriegsdeutschland und ein mittelmäßiger Fernsehfilm.“[2]
- HÖRZU, Michael Tokarski / Thomas Kunze: „Insgesamt entsteht ein ungewohnt differenziertes Bild des Ur-Bundeskanzlers: Er ist nicht der Heilige, als den ihn Anhänger verehrten, aber auch nicht der Teufel, für den ihn mancher Gegner hielt.“[3]
- Spiegel online, Nikolaus von Festenberg: „Mit ‚Konrad Adenauer – Stunden der Entscheidung‘ ist Stefan Schneider (Regie) und Werner Biermann (Buch) ein dickes Pfund gelungen, an dem man nicht so schnell vorbeikommt. Ein Heldenepos – aber ohne Pathos. Die Mischung aus Spielszenen – circa 60 Prozent – Archivmaterial und Interviews geht auf, Rhythmus und Spannungsbögen funktionieren, dabei wird die Geschichte angenehm chronologisch erzählt.“[4]
- Süddeutsche Zeitung, Franziska Augstein: „Das zweiteilige Doku-Drama über Konrad Adenauer versucht, Adenauers Vita einem Publikum schmackhaft zu machen, dem sich die öffentlich-rechtlichen Sender sonst mit Volksmusik und kitschigen Schmonzetten anbiedern. Das Resultat ist verblüffend. Ja, es ist möglich: Auch das Leben Konrad Adenauers kann man so zeigen, als handle es sich um eine Rosamunde-Pilcher-Verfilmung.“[5]
- FAZ, Jochen Hieber: „Ein handwerklich wie ästhetisch überzeugendes, über weite Strecken faszinierendes Dokudrama ist heute Abend bei Arte und am kommenden Sonntag dann im Ersten zu sehen. ‚Konrad Adenauer - Stunden der Entscheidung‘ muss sich hinter vergleichbaren Höhepunkten der Gattung, etwa Heinrich Breloers ‚Wehner - Die unerzählte Geschichte‘ von 1993 oder Thomas Schadts ‚Der Mann aus der Pfalz‘ (2009), keineswegs verstecken. Der Drehbuchautor Werner Biermann und der Regisseur Stefan Schneider, beide zur ersten Nachkriegsgeneration gehörend, erfüllen die tückischen, also schwer einzulösenden Ansprüche des hybriden Genres nahezu perfekt. Sie vermeiden den bebilderten Schulfunk ebenso wie das schillernde Histotainment, sie zeigen ihre Hauptfigur ohne jede hagiographische Verbeugung, dafür mit aufgeklärter Sympathie. Der größte Fehler ihres Films ist, dass er nach neunzig Minuten endet.“[6]

## Sonstiges
Die Erstausstrahlung auf Arte war am 31. Juli 2012 um 20.15 Uhr, die ARD zeigte den Film am 5. August 2012 um 21.45 Uhr im Ersten.